# Autòmat amb pila
Un autòmat amb pila és un tipus d'autòmat que utilitza una pila.
Aquests autòmats s'utilitzen en teoria de la computabilitat i són més potents que un autòmat finit però menys capaços que una Màquina de Turing. Si en tot moment només és possible una i només una transició, llavors l'autòmat és un autòmat amb pila determinista. En altre cas, és diu que l'autòmat és un autòmat amb pila general o no determinista.
Els llenguatges que reconeixen els autòmats amb pila pertanyen al grup dels llenguatges lliures del context en la Jerarquia de Chomsky.

## Definició formal
Formalment, un autòmat amb pila es pot descriure com una sèptupla {\displaystyle M=(S,\Sigma ,\Gamma ,\delta ,s,Z,F)} on:
- {\displaystyle S} és un conjunt finit d'estats.
- {\displaystyle \Sigma } i {\displaystyle \Gamma } són alfabets (símbols d'entrada i de la pila respectivament)
- {\displaystyle \delta :S\times (\Sigma \cup \{\epsilon \})\times \Gamma \rightarrow {\mathcal {P}}(S\times \Gamma ^{*})}
- {\displaystyle s\in S} és l'estat inicial
- {\displaystyle Z\ \in \Gamma } és el símbol inicial de la pila
- {\displaystyle F\subseteq S} és un conjunt d'estats d'acceptació o finals

La interpretació de {\displaystyle \delta (q,a,b)=\{(q_{1},\gamma _{1}),(q_{2},\gamma _{2}),\ldots ,(q_{n},\gamma _{n})\}}, amb {\displaystyle q,q_{i}\in S,a\in (\Sigma \cup \{\epsilon \}),b\in \Gamma }, y {\displaystyle \gamma _{i}\in \Gamma ^{*}} és la següent:
Quan l'estat de l'autòmat és {\displaystyle q}, el símbol que el cap lector està inspeccionant en aquell moment es {\displaystyle a}, i a dalt de la pila trobem el símbol {\displaystyle b}, es fan les següents accions:
- Si {\displaystyle a\in \Sigma }, és a dir, no és la cadena buida, el cap lector avança una posició per inspeccionar el següent símbol
- S'elimina el símbol {\displaystyle b} de la pila de l'autòmat
- Es seleccionen un parell {\displaystyle (q_{i},\gamma _{i})} d'entre els existents en la definició de {\displaystyle \delta (q,a,b)}, la funció de transició del autòmat
- S'apila la cadena {\displaystyle \gamma _{i}=c_{1}c_{2}\ldots c_{k}}, amb {\displaystyle c_{i}\in \Gamma } a la pila del autòmat, quedant el símbol {\displaystyle c_{k}} a dalt de la pila
- Es canvia el control de l'autòmat a l'estat {\displaystyle q_{i}}